# 2020 en Islande
Chronologie de l'Islande
- 2016
- 2017
- 2018
- 2019
- 2020
- 2021
- 2022
- 2023
- 2024

Cet article présente les faits marquants de l'année 2020 en Islande ou relatifs à l'Islande.

## Gouvernement
- Président : Guðni Th. Jóhannesson
- Premier ministre : Katrín Jakobsdóttir

## Événements
- 28 février : premier cas confirmé de Covid-19.
- 17 mars : un touriste australien est la première victime décédée de la Covid-19.
- 24 mars : le gouvernement décrète la fermeture des lieux publics pour prévenir la pandémie de Covid-19.
- 27 juin : le président indépendant Guðni Th. Jóhannesson est réélu.
- 25 octobre : le tunnel de Dýrafjörður, en chantier depuis 2017 et long de 5,6 km, est ouvert[1].

## Culture

### Musique
- Ólafur Arnalds : Some Kind of Peace.

## Prix et distinctions
- 9 février : la violoncelliste Hildur Guðnadóttir obtient l'Oscars de la meilleure musique de film pour Joker
- L'écrivain Jón Kalman Stefánsson remporte le prix Folio des libraires avec Ásta[2].